# Westcote (Gloucestershire)
Westcote é uma paróquia e aldeia do distrito de Cotswold, no condado de Gloucestershire, na Inglaterra. De acordo com o Censo de 2011, tinha 208 habitantes. Tem uma área de 6,26 km².